# Voces Cántabras
Voces Cántabras es el nombre de una coral fundada y dirigida en 1927 por Matilde de la Torre en la localidad cántabra de Cabezón de la Sal, con el fin de promover la cultura y el folclore cántabro.
Una de las primeras y más importantes actuaciones de la asociación fue ofrecida en Londres en 1932, en la que se representó la Baila de Ibio, basada en la Danza de las Lanzas de Ruiloba.
Desde octubre de 2003, la Coral Voces Cántabras está dirigida por la santanderina Mirian Jaurena Calderón, siendo su actual presidente Úrculo Fernández.

## Premios
Entre las principales distinciones recibidas por la coral, destacan la Medalla de Oro del Ayuntamiento de Cabezón de la Sal, y la Insignia de Oro de Caja Cantabria.